# Musée Bogdan Khmelnitski
Le musée Bogdan Khmelnitski est une institution situé à Tchyhyryne en Ukraine. 

## Historique
Le musée a été ouvert le 25 décembre 1995 pour le quatre centième anniversaire de la naissance de l'hetman. Il se trouve au N°26 de la rue Grouchevsko dans les bâtiments de l'administration du comté du XIXe siècle.

## Collections

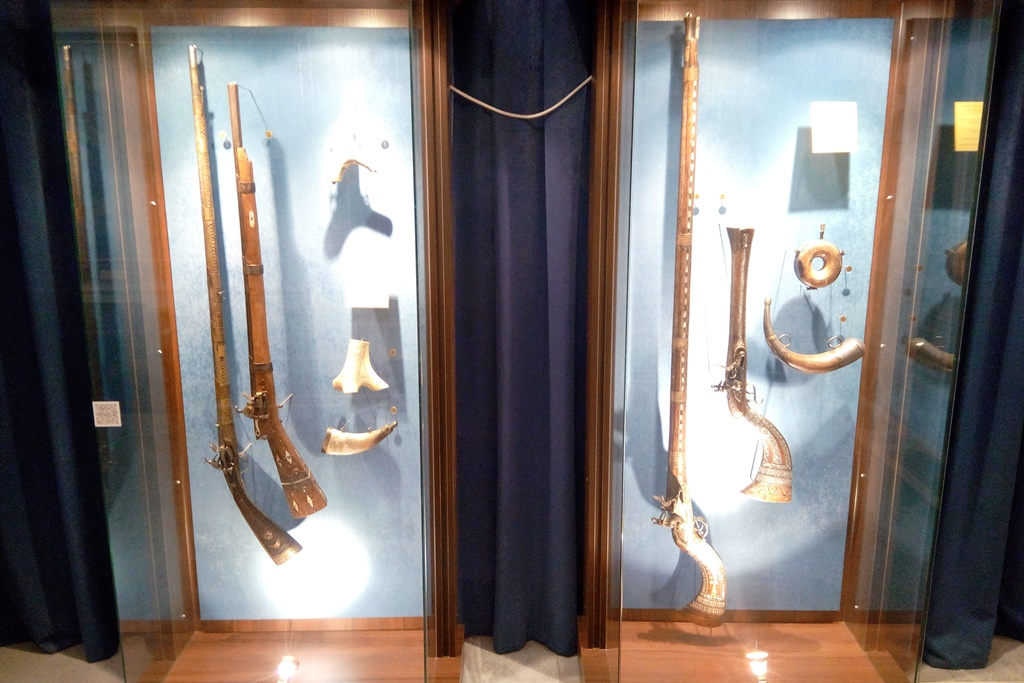
Armes du XVIIIe siècle,
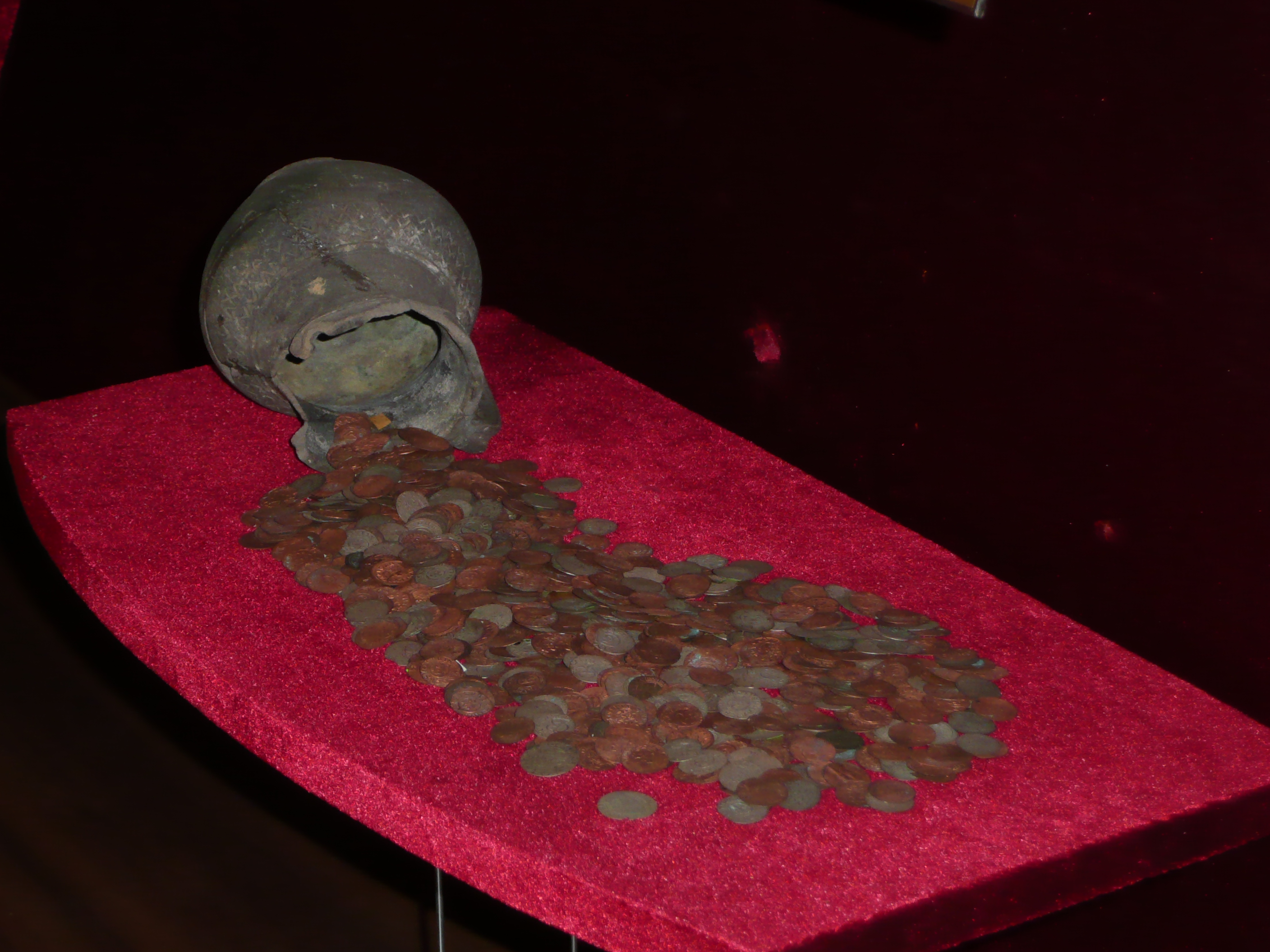
trésor monétaire,
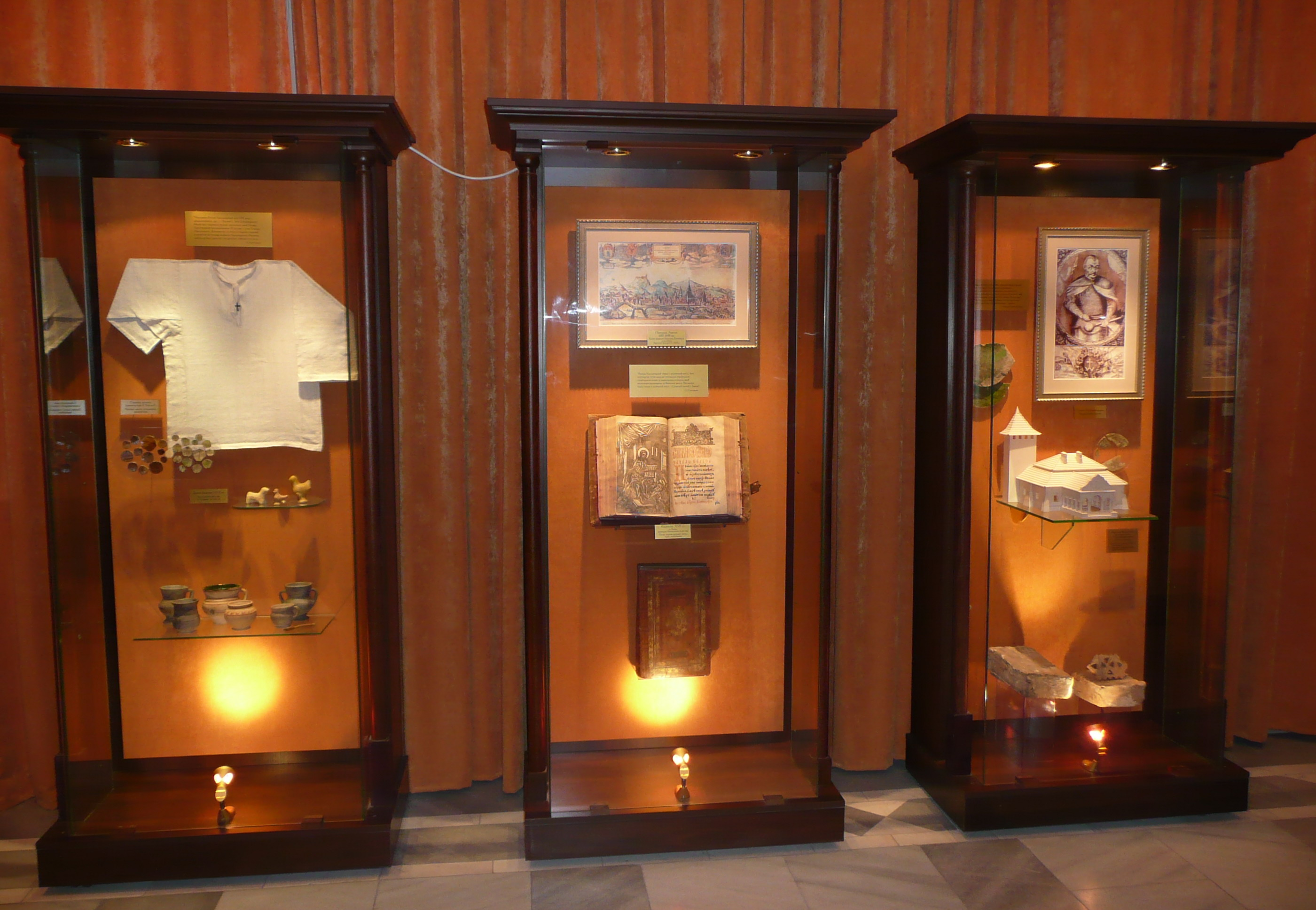
vitrines,
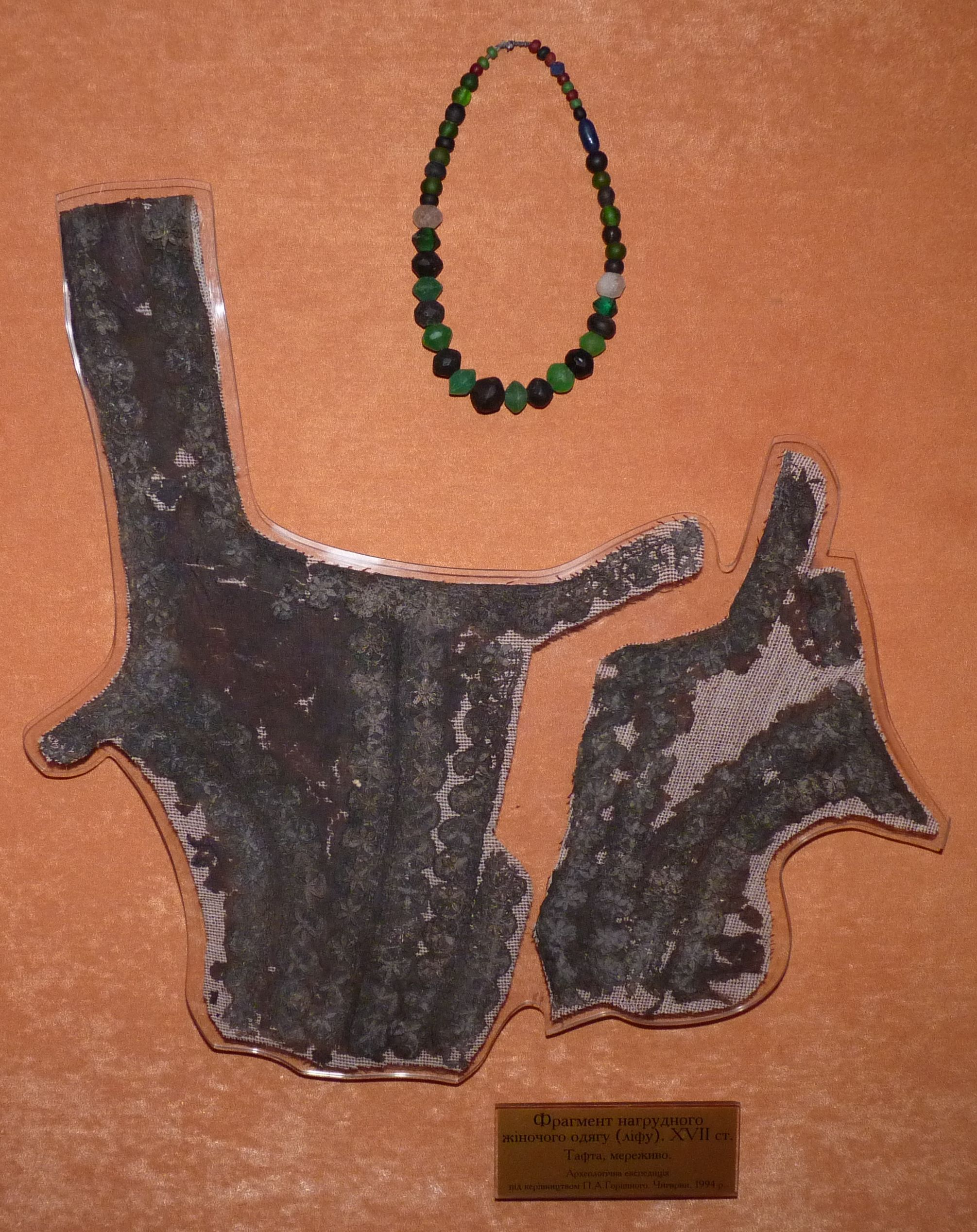
parure féminine du XVIIe siècle.